# West Tytherley
West Tytherley es una parroquia civil y un pueblo del distrito de Test Valley, en el condado de Hampshire (Inglaterra).

## Demografía
Según el censo de 2001, West Tytherley tenía 527 habitantes (48,01% varones, 51,99% mujeres). El 20,87% eran menores de 16 años, el 70,59% tenían entre 16 y 74 y el 8,54% eran mayores de 74. La media de edad era de 41,51 años. Del total de habitantes con 16 o más años, el 18,47% estaban solteros, el 67,39% casados y el 14,15% divorciados o viudos.
Había 213 hogares con residentes, de los cuales el 21,13% estaban habitados por una sola persona, el 2,35% por padres solteros, el 26,29% por parejas sin hijos, el 19,25% por parejas con hijos dependientes y el 10,33% con hijos independientes, el 14,08% por jubilados y el 6,57% por otro tipo de composición. Además, había 12 hogares sin ocupar y 7 eran alojamientos vacacionales o segundas residencias. 254 habitantes eran económicamente activos, todos ellos empleados.